# Liste der Baudenkmäler in Salzweg
Auf dieser Seite sind die Baudenkmäler in der niederbayerischen Gemeinde Salzweg zusammengestellt. Diese Tabelle ist eine Teilliste der Liste der Baudenkmäler in Bayern. Grundlage ist die Bayerische Denkmalliste, die auf Basis des Bayerischen Denkmalschutzgesetzes vom 1. Oktober 1973 erstmals erstellt wurde und seither durch das Bayerische Landesamt für Denkmalpflege geführt wird. Die folgenden Angaben ersetzen nicht die rechtsverbindliche Auskunft der Denkmalschutzbehörde.

## Ensembles

### Ensemble Ortskern Straßkirchen

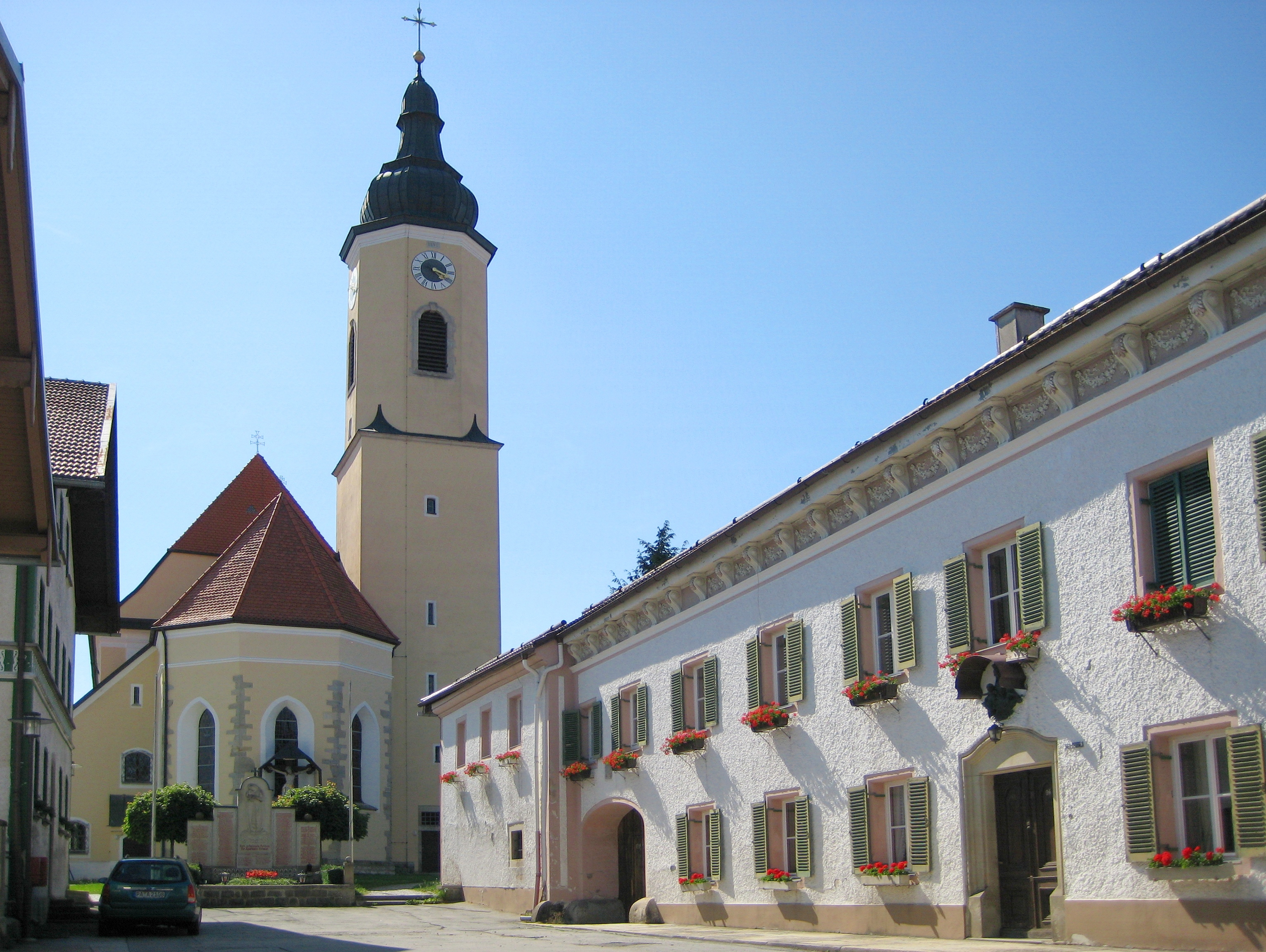
Pfarrkirche St. Ägidius

Das Ensemble umfasst den Ortskern des Pfarrdorfes an der alten Fernstraße von Passau in den Bayerischen Wald. Es erhält durch einen großen ehemaligen fürstbischöflichen Gutshof eine besondere Bedeutung. Die zum Ensemble gehörigen Gebäude ordnen sich einer sehr kurzen, von der Fernstraße (der heutigen Bundesstraße 12) im rechten Winkel abzweigenden Gasse zu. An ihrem Ende wird sie durch den Kirchhof abgeriegelt, darüber hinaus schließt der Scheitel des spätgotischen Chors der Pfarrkirche St. Ägidius den Platzraum an dieser Stelle optisch ab. An der Südseite der Gasse befinden sich die für ein Pfarrdorf charakteristischen Bauten – ein Schulhaus des späten 19. Jahrhunderts und das Krameranwesen, ein altes Flachsatteldachhaus. Die Nordseite wird vom Wohntrakt des ehemaligen Gutshofes bestimmt, der im 19. Jahrhundert zum Brauereigasthof ausgebaut worden war und schlosshaftes Gepräge besitzt. Ein kleiner zum Gutshof gehöriger Park im englischen Stil liegt jenseits der Bundesstraße, ist aber – besonders durch seinen Eingang – genau auf die Gasse bezogen. Aktennummer: E-2-75-146-1.

## Baudenkmäler nach Ortsteilen

### Salzweg
| Lage                            | Objekt      | Beschreibung | Akten-Nr.             | Bild        |
| ------------------------------- | ----------- | --- | --------------------- | ----------- |
| Passauer Straße 21 a (Standort) | Ortskapelle | Jetzt Lourdeskapelle, giebelständiger Satteldachbau mit eingezogener, halbrunder Apsis und Giebeldachreiter, neugotisch, 2. Hälfte 19. Jahrhundert; mit Ausstattung. | D-2-75-146-1 Wikidata | Ortskapelle |

### Atzmannsdorf
| Lage                      | Objekt    | Beschreibung                                                                       | Akten-Nr.             | Bild      |
| ------------------------- | --------- | ---------------------------------------------------------------------------------- | --------------------- | --------- |
| Atzmannsdorf 2 (Standort) | Bildstock | Säule mit Schaftring und Tabernakelaufsatz mit Satteldach, Granit, bezeichnet 1770 | D-2-75-146-2 Wikidata | Bildstock |

### Franklbach
| Lage                           | Objekt               | Beschreibung | Akten-Nr.             | Bild           |
| ------------------------------ | -------------------- | --- | --------------------- | -------------- |
| Franklbachstraße 19 (Standort) | Ehemaliges Wirtshaus | Zweigeschossiger und traufständiger Halbwalmdachbau mit kleinen Fenstern und rückwärtiger Ecklaube, bezeichnet 1835 | D-2-75-146-3 Wikidata | weitere Bilder |

### Gstöttmühle
| Lage                     | Objekt      | Beschreibung                                                                 | Akten-Nr.             | Bild        |
| ------------------------ | ----------- | ---------------------------------------------------------------------------- | --------------------- | ----------- |
| Gstöttmühle 2 (Standort) | Feldkapelle | Zeltdachbau mit offenem Gehäuse, 1. Drittel 19. Jahrhundert; mit Ausstattung | D-2-75-146-5 Wikidata | Feldkapelle |

### Hütten
| Lage                | Objekt     | Beschreibung                                                    | Akten-Nr.             | Bild       |
| ------------------- | ---------- | --------------------------------------------------------------- | --------------------- | ---------- |
| Hütten 1 (Standort) | Kruzifixus | Dreinageltypus in annähernder Lebensgröße, Ende 16. Jahrhundert | D-2-75-146-6 Wikidata | Kruzifixus |

### Kiesling
| Lage                   | Objekt                                | Beschreibung                                                                              | Akten-Nr.             | Bild           |
| ---------------------- | ------------------------------------- | ----------------------------------------------------------------------------------------- | --------------------- | -------------- |
| In Kiesling (Standort) | Zugehöriger freistehender Traidkasten | Zweigeschossiger Blockbau mit Flachsatteldach und Giebelschrot, 2. Hälfte 18. Jahrhundert | D-2-75-146-7 Wikidata | weitere Bilder |

### Schlott
| Lage                  | Objekt                       | Beschreibung                                                                                       | Akten-Nr.             | Bild                         |
| --------------------- | ---------------------------- | -------------------------------------------------------------------------------------------------- | --------------------- | ---------------------------- |
| Schlott 23 (Standort) | Wohnhaus eines Vierseithofes | Zweigeschossiger und giebelständiger Halbwalmdachbau mit Traufschrot und Tormauer, bezeichnet 1846 | D-2-75-146-8 Wikidata | Wohnhaus eines Vierseithofes |

### Stolling
| Lage                                      | Objekt     | Beschreibung                                                                           | Akten-Nr.              | Bild           |
| ----------------------------------------- | ---------- | -------------------------------------------------------------------------------------- | ---------------------- | -------------- |
| Ebenäcker 2 (Standort)                    | Bildstock  | Granitsäule mit vierseitigem Aufsatz, bezeichnet 1681                                  | D-2-75-146-10 Wikidata | weitere Bilder |
| Von der B 12 nach Atzmannsdorf (Standort) | Wegkapelle | Giebelständiger Holzbau mit Satteldach, gestiftet 1760, erneuert 1945; mit Ausstattung | D-2-75-146-9 Wikidata  | Wegkapelle     |

### Straßkirchen
| Lage                       | Objekt                                          | Beschreibung | Akten-Nr.              | Bild                        |
| -------------------------- | ----------------------------------------------- | --- | ---------------------- | --------------------------- |
| Bayerwaldstraße (Standort) | Kleiner eingefriedeter Park                     | Bepflanzung im englischen Stil, Umfassung teilweise mit Bruchsteinsockel, Pfosten und eisernem Parktor, 2. Hälfte 19. Jahrhundert | D-2-75-146-14 Wikidata | Kleiner eingefriedeter Park |
| Scheibe 1 (Standort)       | Ehemals fürstbischöflicher Gutshof und Brauerei | Ehemals fürstbischöflicher Gutshof und Brauerei, stattliche Anlage um Innenhof; zweigeschossiges Wohn- und Gasthaus, bezeichnet 1720 (Wappenstein), Umbau und Neugestaltung der Fassade mit reich geschmücktem Kranzgesims, wohl 1833 (bezeichnet in der Durchfahrt); ehemaliger Stall, bezeichnet 1833; Stadel, 2. Viertel 19. Jahrhundert; ehemaliger Pferdestall, Ende 19. Jahrhundert, Südwand mit Teilen der ehemalige Friedhofsmauer, wohl noch mittelalterlich; Bierlagerkeller, weit verzweigte Anlage, teilweise zweigeschossig, 18./19. Jahrhundert | D-2-75-146-12 Wikidata | weitere Bilder              |
| Scheibe 2 (Standort)       | Wohnhaus und ehemalige Kramerei                 | Zweigeschossiger und giebelständiger Flachsatteldachbau mit Bändergliederung, Mitte 19. Jahrhundert | D-2-75-146-13 Wikidata | weitere Bilder              |
| Scheibe 17 (Standort)      | Katholische Pfarrkirche St. Ägidius             | Saalkirche mit eingezogener Polygonalapsis, Chorflankenturm, Vorzeichen, westlichem Vorbau und Schopfwalmdach, Chor und Turmunterbau 15. Jahrhundert, Langhaus 1711 von Jakob Pawanger ausgebaut, verlängert 1905–06 von Johann Baptist Schott, Turmoberbau und Einwölbung 1894; mit Ausstattung | D-2-75-146-11 Wikidata | weitere Bilder              |

### Stuhlberg
| Lage                                    | Objekt                            | Beschreibung | Akten-Nr.              | Bild           |
| --------------------------------------- | --------------------------------- | --- | ---------------------- | -------------- |
| Ilz; Unterfeld bei Stuhlberg (Standort) | Bestandteile der Ilz–Triftanlagen | Reste der Triftsperre mit Steg, 1. Hälfte 19. Jahrhundert; Triftkanal durch den Reschensteiner Berg, Tunnel mit Schleuse, 1827–1831 | D-2-75-146-17 Wikidata | weitere Bilder |

### Willhartsberg
| Lage                       | Objekt      | Beschreibung | Akten-Nr.              | Bild           |
| -------------------------- | ----------- | --- | ---------------------- | -------------- |
| Willhartsberg 6 (Standort) | Waldlerhaus | Eingeschossiger und traufständiger Flachsatteldachbau mit Blockbau–Kniestock und Giebelschrot, im Kern 1. Hälfte 18. Jahrhundert, übrige Teile 1823 massiv erneuert (bezeichnet) | D-2-75-146-15 Wikidata | weitere Bilder |

### Wurmeck
| Lage                 | Objekt                        | Beschreibung | Akten-Nr.              | Bild                          |
| -------------------- | ----------------------------- | --- | ---------------------- | ----------------------------- |
| Wurmeck 5 (Standort) | Nebenhaus im Waldlerhaustypus | Eingeschossiger und traufständiger Flachsatteldach, Blockbauoberteil und Schrot, 2. Hälfte 18. Jahrhundert, 1888 massiv erneuert | D-2-75-146-16 Wikidata | Nebenhaus im Waldlerhaustypus |

## Ehemalige Baudenkmäler
In diesem Abschnitt sind Objekte aufgeführt, die früher einmal in der Denkmalliste eingetragen waren, jetzt aber nicht mehr. Objekte, die in anderem Zusammenhang also z. B. als Teil eines Baudenkmals weiter eingetragen sind, sollen hier nicht aufgeführt werden. Aktennummern in diesem Abschnitt sind ehemalige, jetzt nicht mehr gültige Aktennummern.

| Lage                                             | Objekt                                   | Beschreibung                               | Akten-Nr.             | Bild |
| ------------------------------------------------ | ---------------------------------------- | ------------------------------------------ | --------------------- | ---- |
| Frankldorf Matthias-Klinger-Straße 19 (Standort) | Zugehöriges eingeschossiges Ausnahmshaus | mit Flachsatteldach, bezeichnet mit „1851“ | D-2-75-146-4 Wikidata | BW   |